# Strzelba DAO-12
DAO-12 (inne nazwy Striker-12, Protecta, Protecta Bulldog, Street Sweeper) – południowoafrykańska strzelba półautomatyczna zaprojektowana we wczesnych latach 80. XX wieku. Powstawała w Rodezji, a po jej upadku prace nad nią były kontynuowane w Republice Południowej Afryki, gdzie wyemigrował konstruktor – Hilton R. Walker – zabierając ze sobą plany konstrukcyjne strzelby. Odniosła tam sukces, mimo kilku wad. Największą z nich był magazynek – nieporęczny, toporny i mający długi czas przeładowywania. Kilka lat później próbowano poprawić te defekty. Niezawodność broni miało poprawić zastąpienie automatycznego mechanizmu obrotu bębna mechanizmem ręcznym uruchamianym przy pomocy przedniego chwytu, a szybkość ładowania magazynka miał zwiększyć mechanizm usuwający po strzale łuski z magazynka. Zmodyfikowana wersja otrzymała nazwę Protecta.